# 警戒委员会 (工会)
警戒委员会（英語：Vigilance committee）是工会内部的一种非官方团体，成立目的是向工会领导层施加压力，要求推行新政策或更积极地推行现有政策。警戒委员会的成立通常伴随着大量工会成员不同意工会的政策，认为工会无法保护其利益，或者工会成员认为须对工会领导层的行为进行监督。警戒委员会在1920年代的英国非常普遍，例如在海员、码头工人和铁路工人中出现。1940及1950年代中警戒委员会也很普遍，但大多数组织使用“改革运动”等称呼，而非称作“警戒委员会”。